# スモーク・シグナルズ
スモーク・シグナルズ (英語: Smoke Signals) は、1998年にリリースされたインディペンデント系ロードムービー。多くの映画フェスティバルで絶賛され、多数の賞を受賞した。プロデューサー、監督、脚本家、俳優、音楽、技術者など、すべてにアメリカ先住民がかかわるという映画製作でも注目を浴び、批評的に高い評価をうけた。2018年、「文化的、歴史的、または審美的に重要」であるため、アメリカ国立フィルム登録簿に保存されることが決定した。

## 映画

### プロット
アイダホ州プラマーのコー・ダリーン先住民居留地に住んでいるトーマスとビクター。ある独立記念日のパーティーの夜、トーマス家が火事になり、両親は逃げ遅れて亡くなるが、窓の外に投げられた赤ん坊のトーマスはビクターの父アーノルドに抱きとめられて命を救われる。
両親のいないトーマスはアーノルドを空想の中で父親像として理想化し、一方、ビクターは家庭内暴力とアルコール依存症の末に家族を捨てたアーノルドを許せないままいる。10年後、アーノルドが死亡したと知らせが届き、ビクターはトーマスとともに父が暮らしていたというアリゾナ州フェニックスの地に向かう。
独特のリリシズムと美しい情景描写で、対極的な二人の青年の父を思う複雑な気持ちが交差しあい、二人はアーノルドの失踪の真実に向かい合う。

### クレジット
原作、シャーマン・アレクシーの短編集『ローン・レンジャーとトント、天国で殴り合う』の「それがアリゾナ州フェニックスという意味」。脚本もアレクシーが担当。
監督、本作が長編劇映画デビューのクリス・エア。
製作、「ホーム・アローン」のスコット・ローゼンフェルト、『サイキック・ターゲット』（日本末公開）のラリー・エステス。
製作総指揮、デイヴィッド・スキナー、カール・ブレスラー。
撮影、『サイキック・ターゲット』のブライアン・ケイプナー。
音楽、「ブラッド＆ワイン」のＢ.Ｃ.スミス。
美術、チャールズ・アームストロング。
編集、ブライアン・バーデン。
衣裳、ロン・リーモン。

### キャスト
- ビクター・ジョセフ：アダム・ビーチ
- “火をおこす”トーマス・ビルズ：エバン・アダムス
- スージー・ソン：イレーヌ・ベダード
- アーノルド・ジョセフ：ゲイリー・ファーマー
- アーレン・ジョセフ：タントー・カーディナル
- 少年時代のビクター：クディー・ライトニング
- 少年時代の“火をおこす”トーマス：サイモン・ベーカー
- トーマスの祖母：モニク・モジカ
- ランディー・ペオーネ：ジョン・トゥルーデル

## 評価

### 受賞
1996年、「シネマ100・サンダンス国際賞」アメリカ部門最優秀脚本賞受賞
1998年、「サンダンス映画祭」観客賞、映像作家トロフィー賞受賞
1998年、「第11回東京国際映画祭」正式出品作品、最優秀芸術貢献賞受賞
2018年、「文化的、歴史的、または審美的に重要」であるため、ナショナル・フィルム・レジストリに保存されることが決定した。
- 1998 – American Indian Film Festival: Best film
- 1998 – Christopher Award
- 1998 – First Americans in the Arts: Outstanding Achievement in Writing (Sherman Alexie), Outstanding Performance by an Actor in a Film (Evan Adams), Outstanding Achievement in Directing (Chris Eyre)
- 1998 – Gotham Awards: Nominations: Open Palm Award
- 1998 – National Board of Review: Special Recognition For Excellence In Filmmaking
- 1998 – San Diego World Film Festival: Best American Independent Feature; Best Screenplay (Sherman Alexie); Best Actor (Adam Beach); Best Director (Chris Eyre)
- 1998 – Sundance Film Festival: Filmmaker's Trophy (Chris Eyre); Audience Award. Nominations: Grand Jury Prize
- 1998 – Taos Talking Picture Festival: Taos Land Grant Award (Chris Eyre)
- 1998 – Tokyo International Film Festival: Best Artistic Contribution (Chris Eyre) (tie)
- 1999 – Florida Film Critics Circle Awards: Best Newcomer (Chris Eyre/Sherman Alexie)
- 1999 – Independent Spirit Awards: Best Debut Performance (Evan Adams). Nominations: Best Supporting Male nomination (Gary Farmer), Best First Screenplay nomination (Sherman Alexie)
- 1999 – Young Artist Awards: Nominations: Best Performance in a Feature Film-Supporting Young Actor (Cody Lightning)
- AFI's 100 Years... 100 Laughs – Nominated
- 2018 – National Film Registry

### 参考サイト
Smoke Signals - IMDb

### 論文
Joanna Hearne, John Wayne's Teeth: Speech, Sound and Representation in "Smoke Signals" and "Imagining Indians", Western Folklore Vol. 64, No. 3/4, Film and Folklore (Summer - Fall, 2005), pp. 189-208 (20 pages).